# رابطة صناعة التسجيلات الأمريكية
رابطة صناعة التسجيلات الأمريكية (بالإنجليزية: Recording Industry Association of America)‏ هي منظمة تجارية خاصة بصناعة الموسيقى في الولايات المتحدة، تقوم هذه المنظمة بتوزيع التسجيلات في الولايات المتحدة وتغطي 85% من التسجيلات التي تزع في الولايات المتحدة. تمسى اختصارا بRIAA تأسست هذه المنظمة في سنة 1952 ويقع مقرها في العاصمة واشنطن. منذ سنة 2001 تربح هذه المنظمة من2-6 مليار دولار سنوياً جراء مبيعاتها.

## وصلات خارجية
- الموقع الرسمي